# Долня Локвиця
Долня Локвиця (словен. Dolnja Lokvica) — поселення в общині Метлика, регіон Південно-Східна Словенія, Словенія.